# Строганова Наталя Вікторівна
Наталя Вікторівна Строганова-Кочубей (нар. 1800, Санкт-Петербург, Російська імперія — пом. 1854, Санкт-Петербург, Російська імперія) — праонучка Гетьмана України Кирила Розумовського, дочка дипломата і державного діяча Віктора Кочубея, дружина графа Олександра Строганова. 

## Життєпис
Походила з гетьманського роду Розумовських (праонучка Кирила Розумовського) та відомої української шляхетської родини Кочубеїв . Усе життя провела у Санкт-Петербурзі. В неї в юності був закоханий Олександр Пушкін. Як вважають дослідники, один із віршів Пушкіна-ліцеїста було присвячено саме Наталі Кочубей, доньці дипломата і державного діяча, міністра внутрішніх справ Російської імперії, графа Віктора Павловича Кочубея. Юна Наталя разом зі своїми батьками влітку 1812 році відпочивала в Царському Селі. Поет оспівав її під іменем прекрасної Олени. Але почуття це було напівдитячим захопленням, до того ж нерозділеним.
У 1820 роця Наталя Кочубей одружилася з графом Олександром Григоровичем Строгановим. Пушкін згодом неодноразово зустрічався з нею і в будинку її чоловіка, і в будинку Григорія Олександровича Строганова, її свекра й двоюрідного дядька дружини поета Наталі Миколаївни Пушкіної (уродженої Гончарової).
Прийнято вважати, що родина Строганових відіграла не дуже гарну роль у трагічній переддуельній історії поета. Зокрема Ідалія Полетика, позашлюбна донька Григорія Олександровича Строганова, була причетною до антипушкінської партії і, на думку багатьох дослідників, брала активну участь у змові проти поета. Та й сам Олександр Григорович Строганов ставився до Пушкіна з неприхованою неприязністю.
У 1830-х рр. Наталя Вікторівна часто відвідувала салон Карамзіних (де її всі звали «графинею Наталі» і де вона також зустрічалася з Пушкіним). У салоні багато пліткували про сімейні справи поета, до того ж не завжди доброзичливо, однак Наталя Вікторівна незмінно була на його боці.
На той час вона стала однією з блискучих петербурзьких дам, у неї закохувалися, й вона так само, як Наталі Пушкіна, славилася на балах і вважалася загальновизнаною красунею.
Деякі дослідники припускали, що саме Наталії Кочубей-Строгановій було присвячено багатолітнє «потаємне кохання» Пушкіна. Але безсумнівно одне: Пушкін не забув своє юне кохання і зберіг до Наталії Вікторівни глибоку повагу. Про це свідчить також і той факт, що в планах щодо нового роману, залишених поетом, було названо її ім'я.